# Riks-fiscalen
Riks-fiscalen var en politisk veckoskrift som utgavs i Stockholm mellan september 1771 och in på 1772 av C. Brunckman.
Tidningens utgivare Brunckman som förutom tidningsredaktör var präst skildras i en artikel i Svenskt biografiskt lexikon. Han tillhörde mössorna politiskt.

## Tryckning
Wennberg och Nordström  tryckte tidningen 1771 och 1772 med frakturstil. Nummer 1-19 kom ut 1771 och nummer 20-28 1772. Av de första fyra numren utgavs även en särskild Göteborgsupplaga hos Immanuel Smitt 1771. Tidningen kom ut med ett nummer i veckan. Tidningen hade 4 sidor i kvarto-format 16,7 x 12 cm. Priset var 6 daler kopparmynt för 32 nummer. 28 nummer med 112 sidor kom ut.